# Historia del uniforme del Barcelona Sporting Club
A principios de su vida institucional, el club vestía camiseta negra en la cual se lucía el primer escudo de la institución, pantaloneta blanca y medias negras. A partir de 1926, el equipo cambió los colores principales de su uniforme y comenzó a utilizar una camiseta de color amarillo con rayas verticales de color rojo, la cual fue diseñada por el catalán Alberto March y eligió esos colores en honor a la señera catalana, desde entonces estos han sido los colores representativos de Barcelona.

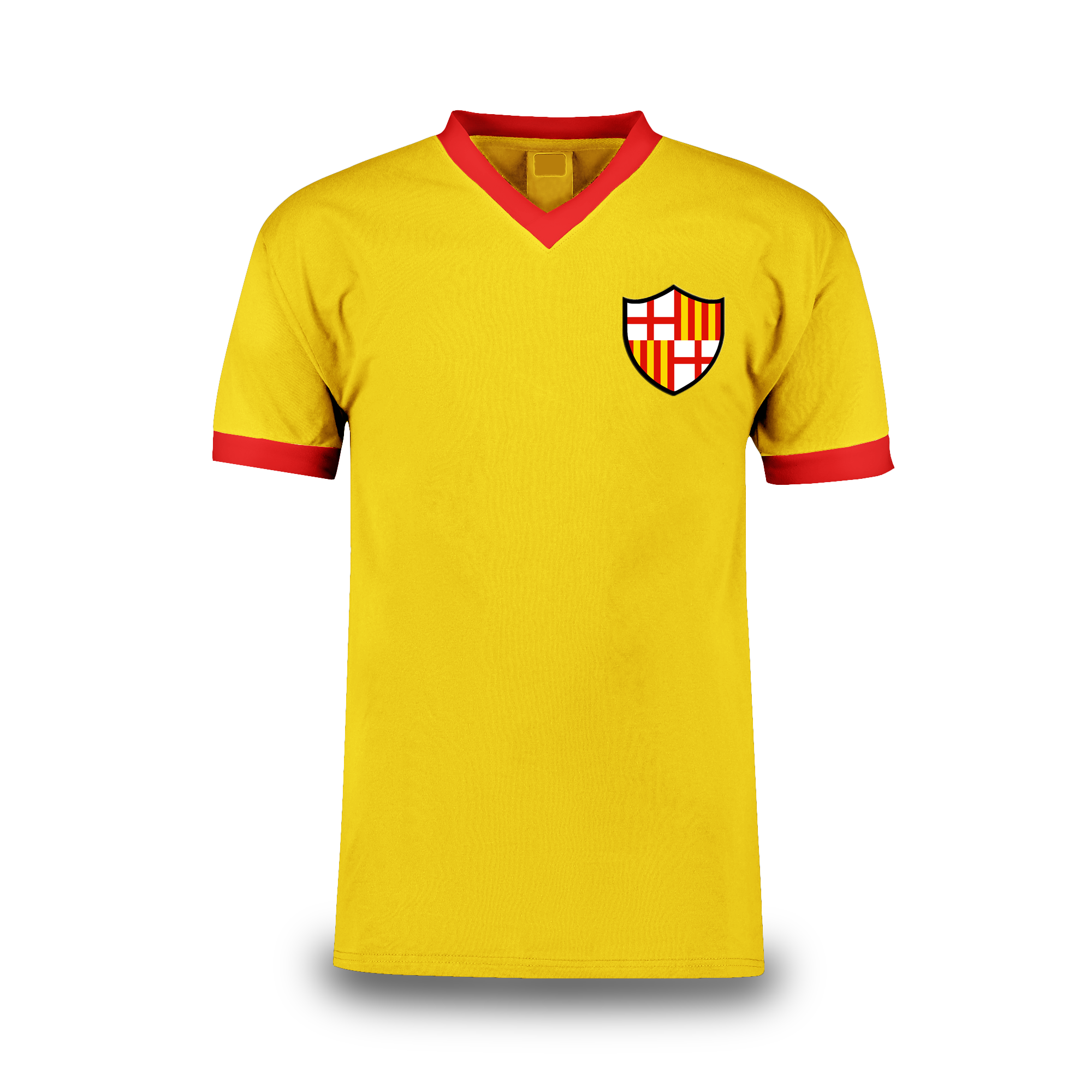
Diseño estándar de la camiseta de Barcelona Sporting Club

Otro de los hechos característicos del uniforme son las publicidades que a través de los años se han ido incrementando, aunque en el espacio central de la camiseta solo han estado publicidades de empresas de mucha importancia en el país. Actualmente su principal auspiciante es Pilsener.

## Variaciones
- Uniforme titular: Camiseta amarilla, pantalón negro, medias negras.
- Uniforme alterno: Camiseta naranja, pantalón naranja, medias naranjas.

### Evolución uniforme titular

Bandera de Cataluña, de la cual se tomaron los colores para el uniforme titular del club.

A lo largo de su historia el uniforme del Barcelona ha tenido pocos cambios, hay tres etapas por las cuales ha pasado el uniforme, de 1925 hasta 1926 el uniforme estaba compuesto de camiseta negra, cuello y pantalonera blanca; de 1926 hasta 1946 se usaron los uniformes parecidos a los del Barcelona español, y a partir de 1946 se usa la tradicional camiseta amarilla con vivos rojos hasta la actualidad. 
| 1925-1926 | 1925-1927 | 1927 | 1928 | 1928-1939 | 1940-1943 | 1944-1945 |  |

| 1946 | 1947-1949 | 1950-1953 | 1954 | 1955-1956 | 1957-1958 | 1959 |  |

| 1960-1961 | 1962 | 1963 | 1964 | 1965-1967 | 1968-1969 | 1970 |  |

| 1971-1973 | 1974 | 1975-1976 | 1977-1978 | 1978-1979 | 1979 | 1980-1981 |  |

| 1981 | 1982 | 1983 | 1984 | 1985 | 1986 | 1987 |  |

| 1988 | 1989 | 1990 | 1991 | 1992 | 1993 | 1994 |  |

| 1995 | 1996 | 1997 | 1998 | 1999 | 2000 | 2001 |  |

| 2002 | 2003 | 2004 | 2004 | 2005 | 2006 | 2007 |  |

| 2008 | 2009 | 2009 | 2010 | 2011 | 2012 | 2013 |  |

| 2014 | 2015 | 2016 | 2017 | 2018 | 2019 | 2020 |  |

| 2021 | 2022 | 2023 | 2024 | 2025 |

### Evolución uniforme alterno
| 1949 | 1963 | 1964 | 1966 | 1967 | 1967 | 1968-1969 |  |

| 1974 | 1975 | 1976 | 1978 | 1979 | 1980-1981 | 1981-1983 |  |

| 1984-1985 | 1986 | 1987-1988 | 1989 | 1990-1991 | 1992 | 1993-1994 |  |

| 1995 | 1996 | 1997-1998 | 1999 | 2000 | 2001 | 2002 |  |

| 2003 | 2004 | 2004 | 2005 | 2006 | 2007 | 2008 |  |

| 2009 | 2009 | 2010 | 2011 | 2012 | 2013 | 2014 |  |

| 2015 | 2016 | 2017 | 2018 | 2019 | 2020 | 2021 |  |

| 2022 | 2023 | 2024 | 2025 |

### Modelos especiales
Para la Copa Sudamericana 2010 y el Segunda Etapa del Campeonato Nacional de Fútbol de ese año y debido al aniversario 85.º del club, 
se diseña una nueva indumentaria conmemorativa por el aniversario. El uniforme principal tiene la camiseta color amarillo con el color rojo en el cuello tipo polo y mangas de la camiseta es sustituido por el tradicional rojo de las décadas de los 50's, 60's, 70's y 80's; a la derecha, el escudo del club se hizo famosa en la década de los 90's tiene el diseño de 1990, Copa Libertadores de ese mismo año, 1991, 1995, 1997 y Copa Libertadores 1998 lo usaba desde sus inicios (1957); y a la izquierda, el número de cada jugador sobre una base de un círculo negro estilo retro, como en 1985. La pantaloneta y medias son de color negro. La pantaloneta en la parte inferior izquierda, el número de cada jugador sobre una base de un círculo amarillo estilo retro, como en 1985. Las medias tiene cuatro franjas horizontales amarillas.
“Este uniforme fue uno que traía mucha alegría para el público en 1985; fue un equipo excelente y para recordar esa vestimenta se hizo algo similar”, comentó a Diario Expreso Enrique Avellán, gerente de Mercadeo de la institución torera. El uniforme tendrá como elemento adicional una figura representativa por los 85 años de la institución en la parte baja de la espalda y un símbolo que representará el aniversario de los canarios, ubicado debajo del número de cada jugador sobre una base cuadrada redondeada negra, en la espalda.
| 1951 En un amistoso | Libertadores 1967 | Libertadores 1993 | Sudamericana 2010 | Pretemporada 2012 | Sudamericana 2012 | Pretemporada 2013 |  |

| Libertadores 2013 | Sudamericana 2013 | Conmemorativa 2015 | Conmemorativa 2016 | Sudamericana 2016 | Conmemorativa 2017 | Lucha contra el cáncer |  |

| Conmemorativa 2018 | Segunda etapa 2018 | Conmemorativa 2019 | Aniversario 484 de la Fundación de Guayaquil | Tercera 2020 | Bicentenario de la Independencia de Guayaquil | Tercera 2021 |  |

| Conmemorativa 2021 | Aniversario 201 de la Independencia de Guayaquil | Tercera 2022 | Conmemorativa 2022 | Aniversario 202 de la Independencia de Guayaquil | Tercera 2023 | Conmemorativa 2023 |  |

| Aniversario 203 de la Independencia de Guayaquil | Tercera 2024 | Conmemorativa 2024 | Aniversario 204 de la Independencia de Guayaquil | Tercera 2025 | Titular Conmemorativa Centenario 2025 | Alterno Conmemorativa Centenario 2025 |

## Proveedores y patrocinadores
La camiseta actual lleva la marca de Marathon Sports, empresa ecuatoriana de confección y distribución de accesorios deportivos; con la cual el club mantiene vínculo a partir desde 1993 que continúa hasta la actualidad y el patrocinador principal es la cerveza ecuatoriana Pilsener.
Hay que aclarar que en el año 1982, el club decide comprar uniformes con el estándar de adidas, sin embargo la marca alemana no fue ractificada proveedor oficial.
Las siguientes tablas detallan cronológicamente las empresas proveedoras de indumentaria y los patrocinadores que ha tenido el Barcelona S.C. desde el año 1925 hasta la actualidad:

### Auspiciantes
| Periodo   | Proveedor                 | Patrocinador                    |
| --------- | ------------------------- | ------------------------------- |
| 1925-78   | Ninguno                   | Ninguno                         |
| 1979      | Ninguno                   | Ecuador                         |
| 1980-81   | Ninguno                   | Electrodomésticos Durex Ecuador |
| 1981      | Ninguno                   | Estados Unidos                  |
| 1982      | Alemania                  | Estados Unidos                  |
| 1983      | Brasil                    | Estados Unidos                  |
| 1984-85   | Ninguno                   | Estados Unidos                  |
| 1986      | Ninguno                   | Ecuador                         |
| 1987-88   | Ninguno                   | Lotería de Guayaquil Ecuador    |
| 1989-91   | Ninguno                   | Estados Unidos                  |
| 1992      | Deportes Cedeño · Ecuador | Estados Unidos                  |
| 1993-95   | · Ecuador                 | Estados Unidos                  |
| 1996-2003 | · Ecuador                 | Ecuador                         |
| 2003-04   | · Ecuador                 | Ecuador                         |
| 2004      | · Ecuador                 | Brasil                          |
| 2005-act. | · Ecuador                 | Ecuador                         |

### Patrocinador
| Período                   | Patrocinador |
| ------------------------- | --- |
| 1979                      | Drocaras - Ataka |
| 1980-1981                 | Electrodomésticos Durex |
| 1981-1985                 | Avena Quaker |
| 1986                      | Banco de Guayaquil; Finansur (manga) |
| 1987                      | Lotería de Guayaquil |
| 1988                      | Lotería de Guayaquil; Banco del Pacífico (manga) |
| 1989-1994                 | |
| 1994                      | (pecho); (manga) |
| 1995                      | |
| 1996-1997                 | |
| 1997                      | (pecho); (espalda) |
| 1997-1998                 | |
| 1999                      | Pilsener; Helados Pingüino (manga) |
| 2000                      | (pecho); (espalda) |
| 2001                      | |
| 2002                      | Pilsener; Almacenes Japón (manga); Banco de Guayaquil (espalda); Helados Pingüino (pantaloneta) |
| 2003                      | (pecho); (espalda) |
| 2003                      | Cerveza Biela; Almacenes Japón (manga); Banco de Guayaquil (espalda); Lotería Nacional (pantaloneta) |
| 2004                      | Cerveza Biela; Almacenes La Ganga (manga); Alegro y El Dolarazo (espalda); Lotería Nacional (pantaloneta)                                                                                                   |
| Octubre-diciembre de 2004 | Brahma; Almacenes La Ganga (manga); Alegro y El Dolarazo (espalda); Lotería Nacional (pantaloneta) |
| 2005-2006                 | Pilsener; Almacenes La Ganga (manga); Banco Pichincha, Coca-Cola, Movistar (espalda) |
| 2006                      | Pilsener; Almacenes La Ganga, Visa Práctica-Banco Pichincha, Teleamazonas (manga); Banco Pichincha, Coca-Cola, Movistar (espalda)                                                                           |
| 2007                      | Pilsener; Jugos Sunny, Visa Práctica-Banco Pichincha, Teleamazonas (manga); Banco Pichincha, Movistar (espalda); Visa Práctica-Banco Pichincha (pantaloneta)                                                |
| 2008                      | Pilsener; Jugos Deli (manga); Banco Pichincha (espalda) |
| 2009                      | (pecho); (manga); (espalda) |
| 2010                      | Pilsener; Telmex y Movistar (manga); Banco Pichincha (espalda); TAME (pantaloneta) |
| 2011                      | Pilsener, Havoline; QMC y Movistar (manga); Banco Pichincha (espalda); TAME, Plásticos Rival (pantaloneta); Roland (medias)                                                                                 |
| 2012                      | Pilsener, Sony, TC Televisión, Pepsi y Farletza (pecho); Credife y DirecTV (manga); Banco Pichincha, QMC, Almacenes La Ganga y Yasuní-ITT (espalda); TAME, QMC y Tubos Rival (pantaloneta); Roland (medias) |
| 2013                      | Pilsener, Sony, TC Televisión, Pepsi y Farletza (pecho); DirecTV, QMC, CNT y Prima (manga); Banco Pichincha, QMC, Grupo Mavesa, Almacenes La Ganga y Silk (espalda); TAME, QMC y Tubos Rival (pantaloneta)  |
| 2014                      | Pilsener, Sony, TC Televisión, Pepsi y Farletza (pecho); DirecTV y CNT (manga); Banco Pichincha, Almacenes La Ganga y Pilsener (espalda); Silk y Tubos Rival (pantaloneta); Roland (medias)                 |
| 2015                      | Pilsener, Pepsi, Banco Pichincha y Don Café (pecho); DirecTV y Silk (manga); Banco Pichincha, Almacenes La Ganga y Pilsener (espalda); TAME y Tubos Rival (pantaloneta); Roland (medias)                    |
| 2016                      | PECHO MANGAS ESPALDA PANTALONETA |
| 2017                      | PECHO MANGAS ESPALDA PANTALONETA |
| 2018                      | PECHO MANGAS ESPALDA PANTALONETA |
| 2019                      | PECHO MANGAS ESPALDA PANTALONETA |
| 2020                      | PECHO MANGAS ESPALDA PANTALONETA |
| 2021                      | PECHO MANGAS ESPALDA PANTALONETA |
| 2022                      | PECHO ESPALDA PANTALONETA |
| 2023                      | PECHO ESPALDA PANTALONETA |
| 2024                      | PECHO ESPALDA PANTALONETA |
| 2025                      | PECHO MANGA ESPALDA PANTALONETA |